# PGC 32617
LEDA/PGC 32617, auch UGC 5983, ist eine irreguläre Zwerggalaxie vom Hubble-Typ dI im Sternbild Kleiner Löwe am Nordsternhimmel. Sie ist schätzungsweise 31 Millionen Lichtjahre von der Milchstraße entfernt und hat einen Durchmesser von etwa 14.000 Lichtjahren. Gemeinsam mit NGC 3432 bildet sie das gravitativ gebundene Galaxienpaar Arp 206.
Im selben Himmelsareal befinden sich u. a. die Galaxien PGC 2081544, PGC 2081645, PGC 2083753, PGC 2083781.